# Adlersberg (Sieber)
Der Adlersberg ist ein 593,2 m ü. NHN hoher Berg im Harz nahe Sieber im gemeindefreien Gebiet Harz des Landkreises Göttingen in Niedersachsen.

## Geographische Lage
Der Adlersberg liegt im Südharz im Naturpark Harz. Er erhebt sich etwa 1,5 km südlich von Sieber und trennt das Breitental mit dem Tiefenbeek im Norden vom Langental im Süden. Im Nordnordwesten geht der Adlersberg in den Kloppstert, im Nordwesten in den Fissenkenkopf und im Ostnordosten in die Aschentalshalbe über. Benachbarte Berge sind die Pagelsburg, 1,2 km südlich, der Höxterberg, 1,6 km südwestlich, und der Große Knollen, 1,9 km südöstlich.